# پایگاه نیروی هوایی دن موانگ رویال تای
پایگاه نیروی هوایی دن موانگ رویال تای (به انگلیسی: Don Muang Royal Thai Air Force Base) یک فرودگاه پایگاه نیروی هوایی است . این فرودگاه در کشور تایلند قرار دارد .

## نگارخانه

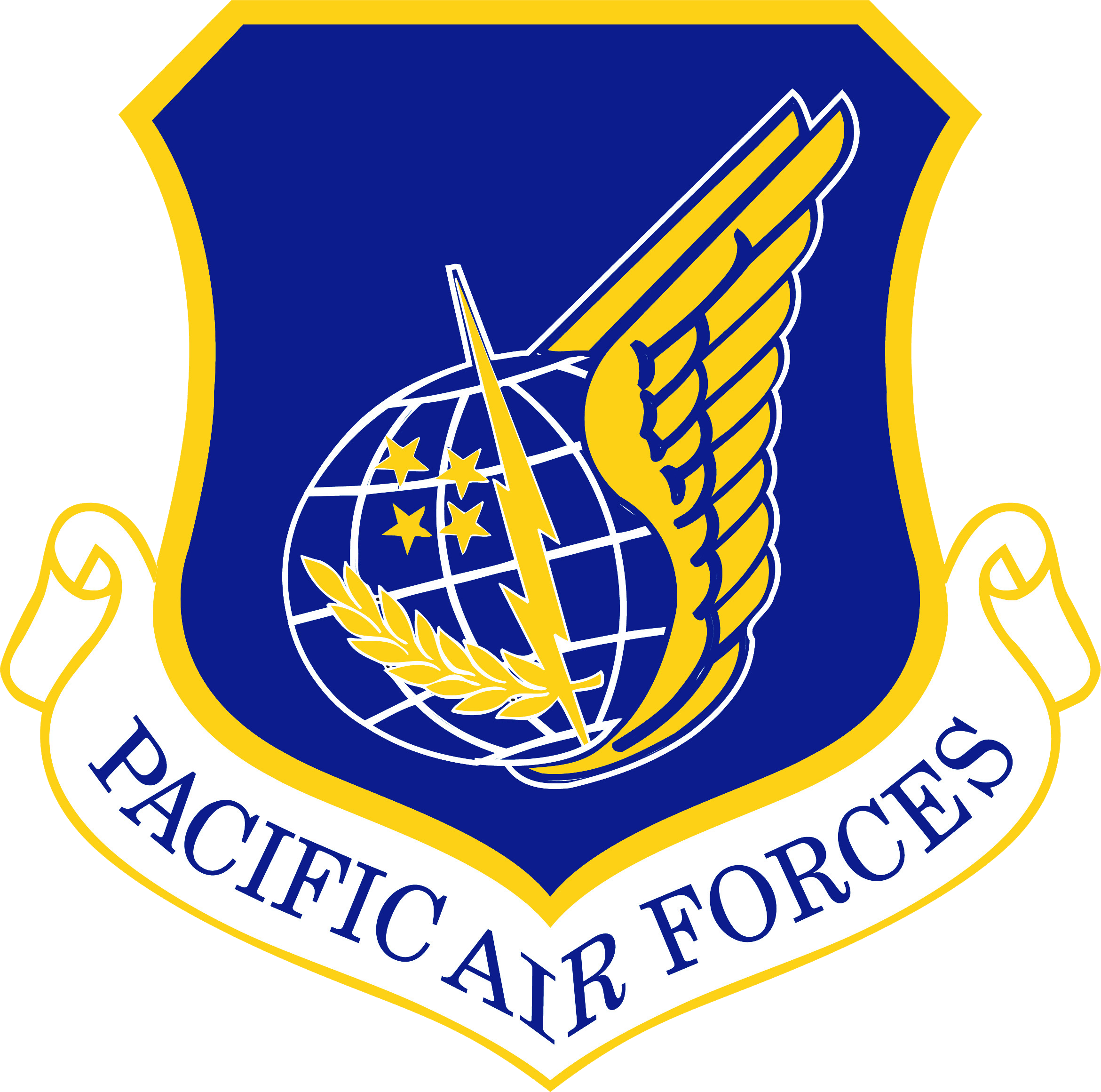
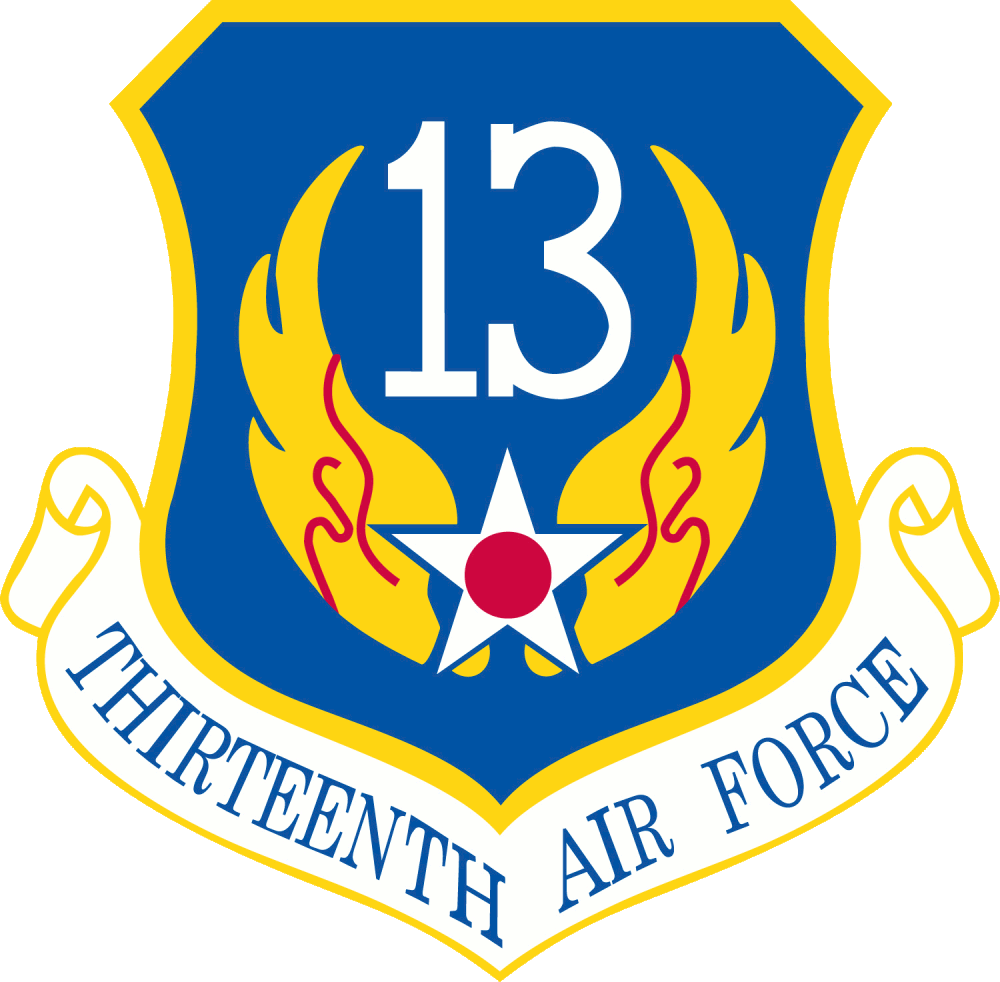
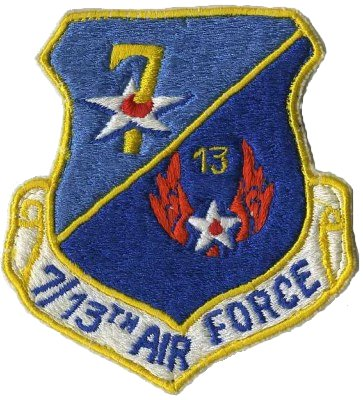
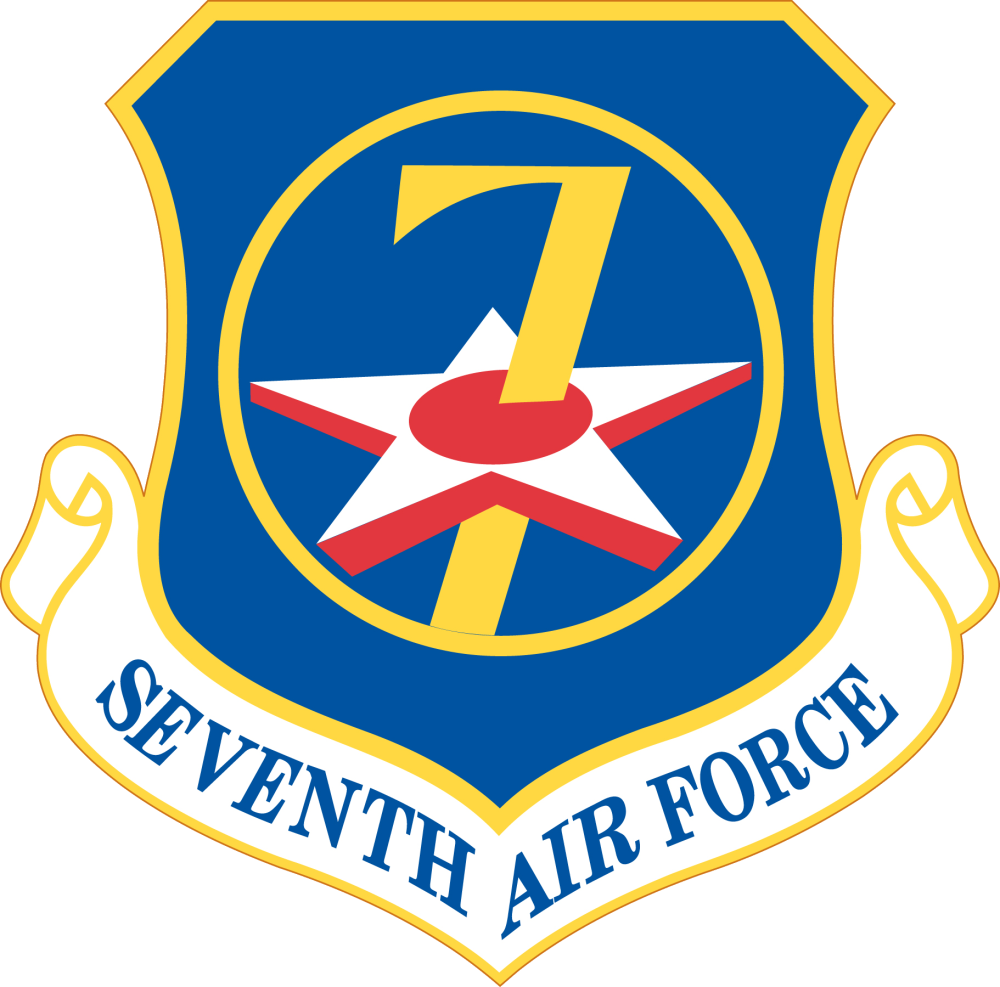